# Наступление у Лос-Бласкеса
Наступление у Лос-Бласкеса (исп. Los Blázquez) — локальная операция, проведенная силами Южной армии националистов под командованием генерала Кейпо де Льяно в июне 1938 года во время гражданской войны в Испании. В результате успешного наступления был срезан выступ Лос-Бласкес — Вальсекильо.

## Планы и силы сторон
Выступ Лос-Бласкес — Вальсекильо на Эстремадурском фронте был образован со времени контрнаступления республиканцев в апреле 1937 года. В нем находились три города Кордовской провинции (Вальсекильо, Ла-Гранхуэла и Лос-Бласкес) и один — провинции Бадахоса (Пераледа-дель-Саусехо). Франкисты много раз безуспешно пытались срезать его. В июне 1938 года Кейпо де Льяно, командующий Южной армией националистов, решил вернуть то, что было потеряно в апреле 1937 года.
План состоял в том, чтобы прорвать фронт в центре выступа у холма Наварра, впереди Лос-Бласкеса. Для его выполнения франкистское командование использовало на левом фланге усиленную 102-ю дивизию, а на правом — 112-ю дивизию. Другие дивизии (21-я, 24-я и 22-я) в этом секторе должны были поддерживать наступление. Для операции националисты задействовали вдвое больше войск, чем было у республиканцев.
Из республиканских войск в выступе к западу от Зухара, защищая Пераледу, находилась 91-я бригада (из 37-й дивизия). К востоку от Зухара, то есть перед Лос-Бласкесом, от холма Наварра до реки Зухар находилась 103-я бригада (из 38-й дивизии). Дальше на восток 88-я бригада защищала позиции между Лос-Бласкесом и Ла-Гранхуэлой, а также железную дорогу на Альморчон. 115-я бригада находилась на крайнем левом фланге.

## Ход боёв
Операция началась утром 14 июня 1938 года неожиданно для республиканцев. Определив реку Зухар в качестве левой границы наступления, франкисты продвинулись через широкое пространство, которое тянулось от Зухара до Сьерра-Граны. Они быстро сломали республиканские позиции. Только в первый день наступления они заняли холм Наварра, затем город Лос-Бласкес и расположенный к северу массив холмов.
15 июня наступление в холмистой местности, образованной небольшими горами Торозо, Месегара и Трапера, застопорилось, поэтому 16 июня было переведено на правый фланг, на города Ла-Гранхуэла и Вальсекильо, которые были вскоре заняты националистами.
17 июня на правом фланге были захвачены холмы, соединяющие Мано-де-Йерро и перерезана железная дорога Альморчон — Бельмес.
18 июня началось наступление на левом фланге, западнее Зухара. 102-я дивизия заняла холмы, соединяющие Сьерра-дель-Торозо, а также проходы Уррако и Кастуэра, перерезав дорогу из Пераледы в Монтеррубио и Саламеа-де-ла-Серена, тем самым окружив Пераледу с севера. В это же время 24-я дивизия атаковала южнее Пераледы, которая, в свою очередь, была занята 21-й дивизией. Части этой дивизии также захватили проход Азуага.
Республиканские войска, не сумев оправиться от первоначального прорыва на фронте, оказались в тяжелом положении. Командование быстро направило 148-ю бригаду из резерва Андалузской армии и 10-ю дивизию из Мадрида. Прибыла также в качестве подкрепления 12-я штурмовая бригада. С этими силами и двумя дивизиями сектора полковник Рикардо Бурильо, командующий Эстремадурской армией Республики, 19 и 20 июня контратаковал холмы Ла-Антигуа и Кансино (к северу от Пеньярройи), но безуспешно.

## Результаты
19 июня войска националистов заняли холмы на крайнем левом фланге наступления и прекратили наступление. План Кейпо де Льяно был выполнен. Выступ Лос-Бласкес — Вальсекильо был срезан, и линия фронта выпрямлена.